# Iditarod Trail

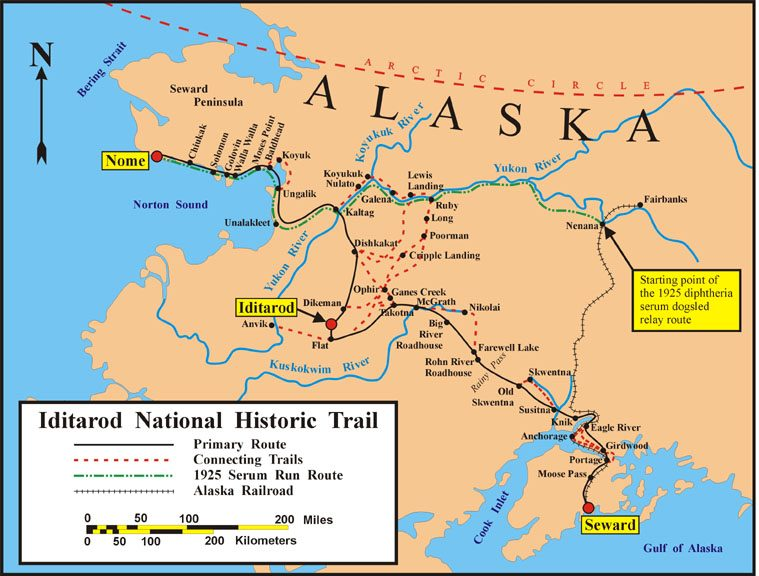
Hauptroute des Iditarod Trails
Verbindungswege und Nebenstrecken
Route des Serum Run to Nome

Der Iditarod Trail, früher Seward-to-Nome Mail Trail genannt, ist ein historisches und aktuell rund 1600 km langes Wegesystem in Alaska. Der Trail ist heute durch das nach ihm benannte Iditarod-Hundeschlittenrennen bekannt. Er verlief ursprünglich vom Ende der Alaska Railroad etwa 80 km nördlich von Seward über den namensgebenden Ort Iditarod, der heute eine Geisterstadt ist, bis nach Nome. 
Zur Erinnerung an die historische Rolle des Weges wurde 1978 eine insgesamt 3780 km lange Route unter dem Namen Iditarod National Historic Trail ausgewiesen. Sie ist als einziger Trail in Alaska Teil des National Historic Trails Systems.

## Geschichte
Entstanden ist der Trail ab 1908 aus der Notwendigkeit, während der Zeit des Goldrauschs Post und Güter von der Südküste Alaskas am Golf von Alaska ins Landesinnere und weiter zum Hafen von Nome in den Nordwesten auf der Seward-Halbinsel am Norton Sound zu transportieren. Die Route wurde im Auftrag der Regierung angelegt und folgte über weite Strecken bereits existierenden Pfaden der Ureinwohner Alaskas. Im Interior wurden Pfade der Tanaina und der Ingalik und im Westen solche der Inupiaq und der Yupik verwendet.

## Verlauf

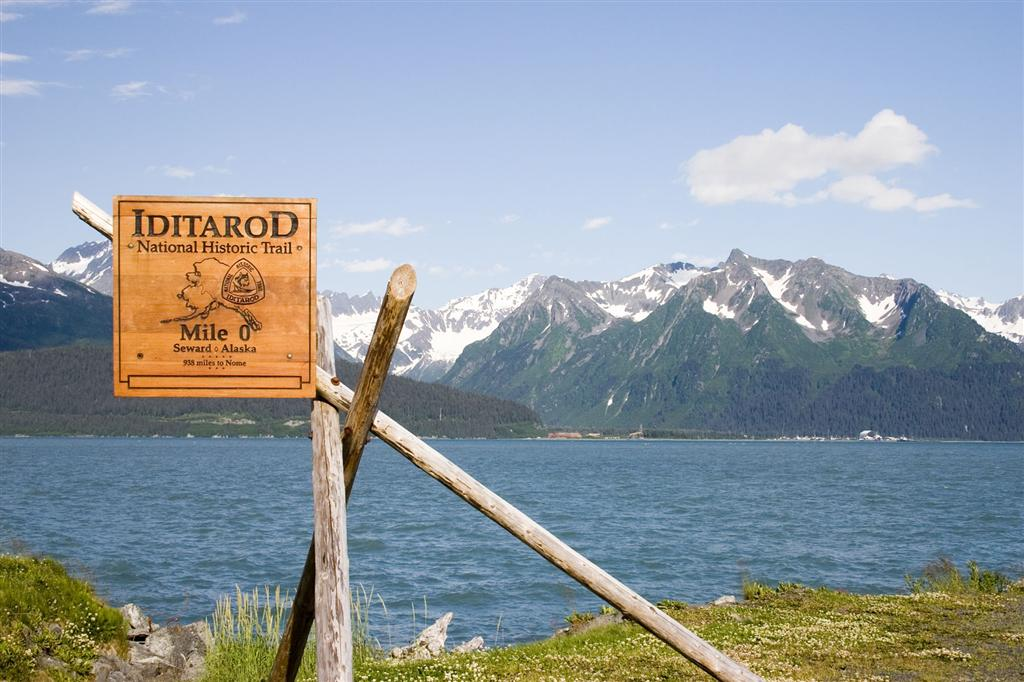
Startpunkt des National Historic Trails in Seward

Der historische Trail begann etwa 80 km nördlich von Seward am Endpunkt einer ehemaligen Bahnlinie der Alaska Railroad, folgte kurz dem Turnagain Arm, überquerte den Crow Pass in den Chugach Mountains, verlief dann entlang des Tals des Eagle River und weiter nach Knik am Knik Arm des Cook Inlets. Dann folgte der Trail den Tälern der Flüsse Susitna und Yentna westwärts und überquerte die Alaskakette am Rainy Pass. Nach der Überquerung des Kuskokwim River verlief der Trail ab Ophir südwestwärts durch die Kuskokwim Mountains bis nach Iditarod, bog dann nach Norden ab bis Kaltag am Yukon, von wo aus er der 145 km langen Kaltag Portage durch die Nulato Hills nach Unalakleet an den Norton Sound folgte. Von hier aus verlief der Trail entlang der Küste der Seward-Halbinsel bis zur Front Street von Nome.
Die Route des heutigen Hundeschlittenrennens Iditarod folgt in großen Teilen dem historischen Verlauf. Das Mittelstück zwischen Ophir und Kaltag wird jedoch im jährlichen Wechsel auf einer nördlichen und einer südlichen Strecke um das Innoko National Wildlife Refuge herum befahren. 
Die Hundeschlittenstaffel, die 1925 wegen einer Diphtherieepidemie in Nome Serum von Nenana nach Nome gebracht hatte, war ab Kaltag dem Iditarod Trail gefolgt.